# 阴间大法师
《阴间大法师》（英語：Beetlejuice）是一部于1988年上映的美国恐怖喜剧奇幻电影，由蒂姆·波顿执导，格芬电影公司制作，华纳兄弟公司发行。主要演员包括麥可·基顿、亚历克·鲍德温、吉娜·戴维斯、杰弗瑞·琼斯、凯瑟琳·欧·哈拉和薇诺娜·瑞德，影片英文原名“Beetlejuice”是片中由迈克尔·基顿扮演角色“Betelgeuse”（意为参宿四，片中譯為阴间大法师）的同音词，剧情主要讲述一对因事故去世并变成鬼魂的年轻夫妇还想住在其在生时的房子，于是请了一位来自阴间的驱魔师试图把房子的新住户吓跑的故事。
继1985年的《荒唐小混蛋奇遇记》获得成功后，波顿收到了多个剧本，但对其中想象力和原创性的缺乏感到有些心灰意冷。不过收到迈克尔·麦克道维尔的原创剧本《阴间大法师》后，波顿同意执导，这个剧本之后还经过了拉瑞·威尔森和沃伦·斯卡伦的改写。电影在商业和评论两方面都获得了成功，以1500万美元预算收获了7370万美元票房，并拿下奥斯卡最佳化妆奖和3项土星奖：最佳恐怖片、化妆和女配角奖，获女配角奖的西尔维娅·西德尼于1999年逝世，这也是她最后一次获奖。
电影催生了一部同名动画电视剧（由波顿监制）和音樂劇。續集《陰間大法師 Beetlejuice》定於2024年上映。

## 剧情
芭芭拉和亚当·麦特兰决定利用假期把新英格兰乡下田园诗般的家装饰一下。这对年轻夫妇正从镇上开车回来，可芭芭拉为了避开一条流浪狗而紧急转向，结果从桥上冲到了河里。之后他们回到家中，但却发现镜子里面没有自己的影子，而且还莫名其妙地多出了一本《新亡者手册》，两人开始怀疑自己是不是已经死掉了。亚当试图离开屋子从原路返回，但却发现自己来到了一个陌生而怪异的空间，这个空间的地面以沙子覆盖，还住满了巨大的沙虫。
飞奔回家后，麦特兰夫妇的安宁很快被一家令人讨厌的新住户打乱了，这一家人姓迪兹，来自纽约市，他们买下了麦特兰夫妇留下的这套房子。查尔斯·迪兹曾经是一位房地产开发商，德丽娅是他的第二任妻子，是位很有抱负的雕塑家，女儿丽迪亚大有哥德風，是他与前妻的结晶。在室内设计师奥瑟的指导下，迪兹一家把房子改造成了一套现代艺术品，其使用的柔和色调华而不实。对此大为不满的麦特兰夫妇于是向过世事务工作者朱诺求助，后者告诉他们必须在那套房子里再待上125年，如果想要迪兹一家人离开那套房子，他们只能选择将其吓跑。可是麦特兰夫妇尝试吓走这家人的举动被证明实在毫无效果。
虽然查尔斯和德丽娅都看不见麦特兰夫妇，但女儿丽迪亚却可以，还与鬼魂夫妇成了朋友。麦特兰夫妇觉得这么下去不是办法，于是不顾朱诺的警告联系了穷凶极恶的「阴间大法师」来把迪兹一家吓跑。这个大法师也是一个鬼魂，是个自由职业驱魔者，行为粗鄙而病态，很快就冒犯了麦特兰夫妇。两鬼觉得自己大概犯了错误不该请来这么个家伙，只是大法师已经开始作乱，后悔也来不及了。小镇上不断发生的各种灵异事件给了查尔斯灵感，他马上联系自己的老板迪恩来把这个镇包装成旅游胜地，不过老板希望先看到这里的确有鬼的证据。奥瑟使用那本《新亡者手册》联系了一家降神会并唤出亚当和芭芭拉，但由于他在不知不觉中开始了一场驱魔，两鬼开始变得衰败甚至腐烂。吓坏了的丽迪亚唤来大法师，答应只要能救两鬼，自己愿意嫁给他。大法师于是现身处置了奥瑟和查尔斯的老板夫妇，然后开始在一个阴森的牧师面前准备举行婚礼。就在仪式即将结束时麦特兰夫妇赶到了，芭芭拉骑着一条沙虫穿过房子吞噬了大法师。
电影的结尾，麦特兰和迪兹两家和谐地生活在房子里。与此同时，大法师看起来正在来世的接待处等待，他还在这儿招惹了一个巫医，对方把他的头缩小了。

## 演员表
- 麥可·基顿饰[6]
- 亚历克·鲍德温饰亚当·麦特兰（Adam Maitland）
- 吉娜·戴维斯饰芭芭拉·麦特兰（Barbara Maitland）
- 薇诺娜·瑞德饰丽迪亚·迪兹（Lydia Deetz）
- 凱薩琳·奧哈拉饰德丽娅·迪兹（Delia Deetz）
- 杰弗瑞·琼斯饰查尔斯·迪兹（Charles Deetz）
- 西尔维娅·西德尼（英语：Sylvia Sidney）饰朱诺（Juno）
- 迪·布拉雷·贝克尔（英语：Dee Bradley Baker）饰强尼（Johnny）
- 格伦·沙迪克斯（英语：Glenn Shadix）饰奥瑟（Otho）

## 制作
1985年推出的《荒唐小混蛋奇遇记》票房上获得了成功，这意味着蒂姆·波顿从此成为了一位商业上有保证的导演。他开始与山姆·哈姆编写《蝙蝠侠》的剧本。虽然华纳兄弟公司愿意为剧本的开发投入资金，但他们还没有那么肯定要为电影的开拍亮出绿灯:54。与此同时，波顿开始阅读那些送给自己过目的剧本如《灵马神驱》（Hot to Trot），深为其中想象力和原创性的缺乏而感到灰心丧气，不过大卫·格芬拿了一本由迈克尔·麦克道维尔撰写，题为《阴间大法师》的剧本给波顿:54，这引起了他的兴趣。
拉瑞·威尔森加入了项目与麦克道维尔一起继续改写剧本，不过之后由于创作理念上的差异，波顿请来沃伦·斯卡伦代替了两人。波顿起初想找小萨米·戴维斯来出演阴间大法师，但格芬推荐了迈克尔·基顿。波顿对基顿的作品不熟，但很快就接受了这个建议:55-57，然后他在看过薇诺娜·瑞德的银幕处女作《美国小子》后也选中了她，凯瑟琳·欧·哈拉很快就加入了，不过波顿声称花了很长时间才说服别的演员接演，因为“他们不知道应该怎么看待这么个古怪的剧本”:58-60。
主要拍攝於1987年3月11日開始，地點是在佛蒙特州科林斯的東部，在小鎮上拍攝外景。完成當地的拍攝後，劇組前往洛杉矶的卡尔弗制片厂拍片。
《阴间大法师》的预算为1500万美元，其中仅100万美元用于视觉特技制作，特技镜头的规模和范围包括定格动画、替换动画、定格动画、假肢化妆、木偶和蓝幕技术。巴顿儿时的成长阶段看过一些B级片，他一直希望把电影的风格拍得和这些B级片类似。他对此表示：“我希望让它们看起来廉价而虚假”:61-65。波顿看过《狼之一族》和《全金属外壳》后对艺术指导总监安东·富斯特（Anton Furst）的表现留下了深刻的印象，于是想请他来合作，但当时他已经参与到的拍摄工作中，之后他表示对这个选择感到后悔。波顿于是请来了博·维尔奇，他们之后还将在《剪刀手爱德华》和《蝙蝠侠归来》中合作。
起初拍摄的一些试镜片断获得了良好的反响，于是波顿得以拍摄电影的尾声部分，即大法师愚蠢地激怒一个巫医的镜头:64-66。华纳兄弟公司不喜欢电影片名《阴间大法师》，希望换成《屋里闹鬼》（House Ghosts）。波顿于是开了个玩笑建议把片名改为《Scared Sheetless》，可没想到公司真考虑用上，这又把他给吓坏了:68-69。

### 故事发展
迈克尔·麦克道维尔起初创作的剧本远没有最终拍出的电影那么喜剧化，暴力色彩也要浓重得多，麦特兰夫妇的车祸场面中芭芭拉的手臂被撞碎，夫妻两大喊救命并慢慢地被河水吞噬。芭芭拉作为一个鬼魂回到屋里后还表示觉得手臂有些冷。与迫使迪兹一家人吃晚饭时跳舞相反，麦特兰夫妇令一张印有藤蔓图案的地毯活了过来，然后把迪兹夫妇绑在椅子上。而阴间大法师这一角色最初也被麦克道维尔设想为长有翅膀的恶魔，外形看上去是一名矮小的中东男子，而且他并不是打算吓跑迪兹夫妇，而是要杀死他们，并且打算强奸丽迪亚而不是娶她。在这个版本的剧本中，大法师只要从坟墓中挖出来然后受到招唤就可以随意地四处肆虐，所谓呼唤他的名字三遍来控制或是招唤他的设计都是之后加上的，原本的剧本中没有这类设定。他还可以在世界上任何一个角度闲逛，以不同的方式折磨不同的角色。麦克道维尔的剧本中迪兹夫妇还有一个孩子，9岁大的凯茜，她才是唯一一个可以看到麦特兰夫妇鬼魂的人。也是电影高潮戏段中大法师愤怒追杀的目标。其结局是麦特兰夫妇、迪兹一家和奥瑟进行了一场驱魔仪式毁灭了大法师，然后麦特兰夫妇变成自己的微缩版本，住进了亚当之前为自己房子所做的模型，那里经过重新装修，看起来就和迪兹一家搬进来前一样。
沃伦·斯卡伦的改写大幅改变了电影的基调，美化了麦特兰夫妇的死亡，并描述人死后面对的世界中也充满了复杂的官僚主义。他的改写还改变了麦克道维尔对地狱的描写，把芭芭拉和亚当困在自己生前的房子里，并且每一次他们试图离开房子都会进入一个不同的空间，包括“时钟世界”和“沙虫世界”等，后者与土星的卫星土卫六类似。斯卡伦还引入了伴随芭芭拉和亚当幽灵般狂欢作乐的音乐主导动机，不过他的剧本中明确了使用摩城唱片曲目而不是哈里·贝拉方特的作品，最后还会有丽迪亚随着歌曲《当男人爱上女人时》跳舞。斯卡伦的第一稿保留了麦克道维尔描述大法师的一些险恶的个性，不过把人物缓和为一个麻烦的变态，而不是明目张胆的杀气外露。大法师的真身是一位中东男子，大部分台词都是用非洲裔美国人白话英语写的。这一版本的结局中迪兹夫妇返回了纽约，把丽迪亚留给麦特兰夫妇照顾，后者也在丽迪亚的帮助下把他们房子的外观转变成了一个典型闹鬼屋子的模样，室内也变回了以前的状态。麦克道维尔回忆起电影，对许多人将片名与天上的星星参宿四联系起来留下了深刻的印象，他还指出编剧和制片人曾得到一个建议，把续集的片名定为“Sanduleak-69 202”，来引喻曾位于蜘蛛星云的超新星SN 1987A。

## 原声带
| 評論得分       | 評論得分 |
| 來源           | 評分     |
| -------------- | -------- |
| Allmusic       | [ 14 ]   |
| Filmtracks.com | [ 15 ]   |

本片的原声带最初于1988年发行，有磁带、CD及唱片3种载体，其中包括了片中的绝大多数由丹尼·艾夫曼作曲和编排的配乐曲段，同时也包含了片中出现过的两首由哈里·贝拉方特表演的歌曲，分别是《Day-O》和《Jump in the Line (Shake, Senora)》。不过，原声带中没有包括同样由其表演的另外两首歌曲：《Man Smart, Woman Smarter》和《Sweetheart From Venezuela》。
1. Main Titles (2:27)
2. Travel Music (1:07)
3. The Book!/Obituaries (1:30)
4. Enter..."The Family"/Sand Worm Planet (2:50)
5. The Fly (0:50)
6. Lydia Discovers? (0:59)
7. In the Model (1:35)
8. Juno's Theme (0:48)
9. Beetle-Snake (2:08)
10. "Sold" (0:35)
11. The Flier/Lydia's Pep Talk (1:25)
12. Day-O - performed by Harry Belafonte (3:05)
13. The Incantation (3:11)
14. Lydia Strikes a Bargain... (0:52)
15. Showtime! (1:05)
16. "Laughs" (2:33)
17. The Wedding (2:02)
18. The Aftermath (1:21)
19. End Credits (2:47)
20. Jump in Line (Shake, Shake Senora) - performed by Harry Belafonte (3:08)[14][15]

## 反响
《阴间大法师》于1988年4月1日开始在美国院线上映，首周入账803万零897美元，并最终在北美地区获得了7370万7461美元的票房收入，在商业上获得了成功，是1988年票房第十高的电影。本片兩度在美國重映（2018年和2021年），使總票房來到7466万4632美元。
根据烂蕃茄上收集的65篇专业影评文章，其中56篇给出了“新鲜”的正面评价，“新鲜度”为86%，平均得分7.2分（满分10分），而根据Metacritic上的19篇评论文章，其中14篇予以好评，1篇差评，4篇褒贬不一，平均分为71（满分100）。
宝琳·卡尔称本片是一部“喜剧经典”:68-69，《芝加哥读者》的乔纳森·罗森堡也给予非常高的评价，他觉得本片所承载的独创性和创造力都是别的电影中所不具备的。《纽约时报》的文森特·坎拜（Vincent Canby）称其为“我们时代的一场闹剧”，并希望基顿的出场时间能够再多一点。玛丽安·约翰森（MaryAnn Johanson）对片中的演员表现、艺术指导和笑话留下了深刻的印象。《华盛顿邮报》的德森·汤姆森（Desson Thomson）觉得《阴间大法师》“在喜剧、恐怖和离奇之间有着完美的平衡。
不过，《纽约时报》的简妮特·玛丝琳（Janet Maslin）给予电影负面评价，认为该片“把任何事情都用来做效果，只是偶然才会有一些稍微搞笑的内容。”而且“也就只有一颗被缩小的头那么好笑而已”。《芝加哥太阳报》的罗杰·艾伯特给予影片两星的评价（最高四星），认为要是剧情中能用一些闪回镜头介绍一下麦特兰夫妇的甜蜜感情，那这部电影还会更有意思一点。对于基顿的角色，艾伯特称其“在几磅重的妆后面根本没法认出来”，并表示“他的镜头看起来与其它部分很不搭”。

## 荣誉
在1989年3月29日举行的第61届奥斯卡颁奖典礼上，《阴间太法师》成功夺得奥斯卡最佳化妆奖。英国电影和电视艺术学院提名本片角逐第42屆英国电影学院奖最佳视觉效果奖和最佳化妆奖。
影片还获得了土星奖最佳恐怖片和最佳化妆奖，西尔维娅·西德尼也因出演朱诺一角赢得了最佳女配角奖，此外还有最佳最佳导演、编剧、男配角、最佳音乐和最佳特技效果5项提名。《阴间大法师》获得了雨果奖最佳戏剧表现奖提名。2000年，美国影艺协会评选AFI百年电影史百大喜剧电影，《阴间大法师》名列第88位。

## 相關作品

### 動畫節目
由于电影商业上的成功，美国广播公司制作了一系列同名动画片。该节目于1989年9月9日开播，一共播出了四季，最后一集于1992年12月6日播出。波顿担任这一节目的执行制片人:100。

## 续集

### 《阴间大法师到夏威夷》
1990年，波顿请来乔纳森·金斯编写一部题为《阴间大法师到夏威夷》（Beetlejuice Goes Hawaiian）的续集剧本:145。金斯回忆道，蒂姆觉得要是把一部海滩电影的冲浪背景和某种德国表现主义相配应该会很好笑，因为这两者完全不搭。这个故事讲述迪兹一家搬到了夏威夷，查尔斯在那里开发一个娱乐场。他们很快发现他的公司是建在一个古老的夏威夷原住民墓地上。鬼魂出现并带来了麻烦，而大法师使用魔法赢得了一场冲浪比赛而成为一个英雄。迈克尔·基顿和薇诺娜·瑞德都同意出演续集，条件是要让波顿来执导，但他当时正在参加《蝙蝠侠归来》的拍摄。
1991年初，波顿仍然有意接拍《阴间大法师到夏威夷》。他对丹尼尔·沃特斯在《希德姐妹帮》中的工作感到佩服，于是联系他来改写剧本。但是，他最终请沃特斯编写的却是《蝙蝠侠归来》的剧本。1993年8月，制片人大卫·格芬请来帕梅拉·诺里斯进行改写。1996年，华纳兄弟公司又联系了凯文·史密斯来改写剧本，但后者选择了《超人的生活》而拒绝了这个提议。史密斯当时回答：“我们不是在第一部《阴间大法师》里就把要讲的都讲完了吗？我们还一定要去一趟热带？”1997年3月，金斯发表声明称格芬电影公司仍然拥有《阴间大法师去夏威夷》的剧本，而且看起来永远都不会开拍。“不过你现在反正也没法拍，薇诺娜（·瑞德）已经太老了，所以他们唯一能够开拍的方式只能是全部重新选择演员”。

### 《陰間大法師 Beetlejuice》
該片定於2024年9月6日在美國上映。